# Borsos József (ügyész)
Szentgróthi Borsos József Kálmán (Makkoshotyka, 1875. november 13. – Budapest, 1965. szeptember 2.) királyi ügyész, a Szolnoki Királyi Ügyészség elnöke.

## Felmenői, családja
A Borsos családból származik, amely III. Ferdinánd magyar királytól 1646. október 1-én Zala vármegyében kapott címeres nemeslevelet. Ősei előbb Erdőhorvátiba, majd Királyhelmecre, később Nagygéresre költöztek, ahol nagyapja, Borsos Péter (Nagygéres, 1806. december 5. – Nagygéres, 1895. december 23.) 1842–ben igazolta a család nemességét. A család nemességét és szentgróthi előnevét 1938-ban a Belügyminisztérium is igazolta.
Édesapja, Borsos György (Nagygéres, 1839. február 13. – Nagygéres, 1898. szeptember 14.) gazdatiszt. Édesanyja, nemes hubói Hubay Boldizsár református kántor és nemes Danavár Amália lánya, nemes hubói Hubay Berta (Tarcal, 1852. május 29. – Nagygéres, 1928. augusztus 29.). Szülei 1871. február 1-én Vajdácskán kötöttek házasságot.
Testvére:
- István, az Amerikai Egyesült Államokban működő magyar református lelkész (Vajdácska, 1872. augusztus 14.[5] – Morgantown, 1943. május 8.)[6]

Feleségét, nemes Sarkadi Nagy Sándor földbirtokos és nemes Sarkadi Nagy Sára lányát, nemes Sarkadi Nagy Ilona Esztert (Sárospatak, 1882. február 13. – Budapest, 1963. szeptember 24.) 1900. április 21-én Sárospatakon vette el.
Gyermekei:
- József Zoltán, építőmérnök, egyetemi tanár, a műszaki tudományok doktora (Sátoraljaújhely, 1901. január 6. – Budapest, 1981. július 5.) 1. felesége: Budapest, 1931. szeptember 8.[7] Szécsi Terézia Irén (Budapest, 1907. szeptember 28.[8] - Budapest, 1971. május 20.),[9] 2. felesége: Irányi Lujza (Kecskemét, 1922. március 2. - Budapest, 2017. október 30.)
- Béla Sándor, művészettörténész, építészmérnök (Beregszász, 1913. július 31. – Budapest, 1991. október) felesége: Budapest, 1946. pilisi Neÿ Katalin (Besztercebánya, 1915. június 12. – Budapest, 2011. január 11.)

## Tanulmányai
Középiskolái tanulmányait 1884-től Sárospataki Református Kollégiumban végezte. 1892-ben iratkozott be a Sárospataki Jogakadémiára, ahol 1896-ban kitüntetéssel jogtudományi államvizsgát tett.

## Munkássága
Jogi pályafutását 1897-ben kezdte, mint a Sátoraljaújhelyi Királyi Törvényszék joggyakornoka. 1898 és 1900 között a Sátoraljaújhelyi Királyi Járásbíróság, majd 1900-tól a Sátoraljaújhelyi Királyi Törvényszék aljegyző, 1901-től jegyzője. A Beregszászi Királyi Járásbíróságra 1902-ben nevezték ki, ahol 1904-ig albíróként működött. 1905-ben nevezték ki első alkalommal alügyésszé a Beregszászi Királyi Ügyészségre. Ezt követően hosszabb ideig a Beregszászi Királyi Ügyészségen tevékenykedett, 1908. március 10-től ügyészként, majd 1917-től annak vezetőjeként. A forradalom után a csehek elfogták és öt hónapig az illavai fegyházban tartották fogva. 1920-ban sikeresen Magyarországra menekült és ismételten a Sátoraljaújhelyi Királyi Ügyészséghez nyert beosztást. A Szolnoki Királyi Ügyészség elnökévé 1921-ben nevezték ki, a tisztséget nyugdíjba vonulásági, 1934-ig töltötte be.
Elnöksége idején járt el a Szolnoki Királyi Ügyészség az 1923. december 26-án, a csongrádi Izraelita Nőegylet bálja ellen elkövetett bombamerénylet vádlottai ellen, továbbá a tiszazugi méregkeverők ügyében.

## Származása
| szentgróthi Borsos József Kálmán (Makkoshotyka, 1875. november 13. – 1965. szeptember 2.) királyi ügyész, a Szolnoki Királyi Ügyészség elnöke | Apja: szentgróthi Borsos György (Nagygéres, 1839. február 13. – Nagygéres, 1898. szeptember 14.) gazdatiszt | Apai nagyapja: szentgróthi Borsos Péter (Nagygéres, 1806. december 5. – Nagygéres, 1895. december 23.) 1842-ben igazolta a család nemességét | Apai nagyapai dédapja: szentgróthi Borsos János (Nagygéres, 1782. június 22. – ) |
| szentgróthi Borsos József Kálmán (Makkoshotyka, 1875. november 13. – 1965. szeptember 2.) királyi ügyész, a Szolnoki Királyi Ügyészség elnöke | Apja: szentgróthi Borsos György (Nagygéres, 1839. február 13. – Nagygéres, 1898. szeptember 14.) gazdatiszt | Apai nagyapja: szentgróthi Borsos Péter (Nagygéres, 1806. december 5. – Nagygéres, 1895. december 23.) 1842-ben igazolta a család nemességét | Apai nagyapai dédanyja: Pósa Rozália                                             |
| szentgróthi Borsos József Kálmán (Makkoshotyka, 1875. november 13. – 1965. szeptember 2.) királyi ügyész, a Szolnoki Királyi Ügyészség elnöke | Apja: szentgróthi Borsos György (Nagygéres, 1839. február 13. – Nagygéres, 1898. szeptember 14.) gazdatiszt | Apai nagyanyja: Vagrintsits Katalin | Apai nagyanyai dédapja:                                                          |
| szentgróthi Borsos József Kálmán (Makkoshotyka, 1875. november 13. – 1965. szeptember 2.) királyi ügyész, a Szolnoki Királyi Ügyészség elnöke | Apja: szentgróthi Borsos György (Nagygéres, 1839. február 13. – Nagygéres, 1898. szeptember 14.) gazdatiszt | Apai nagyanyja: Vagrintsits Katalin | Apai nagyanyai dédanyja:                                                         |
| szentgróthi Borsos József Kálmán (Makkoshotyka, 1875. november 13. – 1965. szeptember 2.) királyi ügyész, a Szolnoki Királyi Ügyészség elnöke | Anyja: hubói Hubay Berta (Tarcal, 1852. május 29. – Nagygéres, 1928. augusztus 29.)                         | Anyai nagyapja: hubói Hubay Boldizsár református kántortanító                                                                                | Anyai nagyapai dédapja:                                                          |
| szentgróthi Borsos József Kálmán (Makkoshotyka, 1875. november 13. – 1965. szeptember 2.) királyi ügyész, a Szolnoki Királyi Ügyészség elnöke | Anyja: hubói Hubay Berta (Tarcal, 1852. május 29. – Nagygéres, 1928. augusztus 29.)                         | Anyai nagyapja: hubói Hubay Boldizsár református kántortanító                                                                                | Anyai nagyapai dédanyja:                                                         |
| szentgróthi Borsos József Kálmán (Makkoshotyka, 1875. november 13. – 1965. szeptember 2.) királyi ügyész, a Szolnoki Királyi Ügyészség elnöke | Anyja: hubói Hubay Berta (Tarcal, 1852. május 29. – Nagygéres, 1928. augusztus 29.)                         | Anyai nagyanyja: nemes Danavár Amália | Anyai nagyanyai dédapja:                                                         |
| szentgróthi Borsos József Kálmán (Makkoshotyka, 1875. november 13. – 1965. szeptember 2.) királyi ügyész, a Szolnoki Királyi Ügyészség elnöke | Anyja: hubói Hubay Berta (Tarcal, 1852. május 29. – Nagygéres, 1928. augusztus 29.)                         | Anyai nagyanyja: nemes Danavár Amália | Anyai nagyanyai dédanyja:                                                        |